# Élections aux Cortes de Castille-et-León de 1995
Les élections aux Cortes de Castille-et-León de 1995 (en espagnol : Elecciones a las Cortes de Castilla y León de 1995) se sont tenues le dimanche 28 mai 1995 afin d'élire les quatre-vingt-quatre députés de la quatrième législature des Cortes de Castille-et-León, parlement de la communauté autonome.

## Contexte
Lors des précédentes élections du 26 mai 1991, le Parti populaire de Castille-et-León (PPCyL) met fin à l'instabilité politique qui règne depuis la création de la communauté autonome. Il devient le premier parti à obtenir la majorité absolue aux Cortes, avec 43 députés sur 84 grâce à un résultat de 44,3 %. Juan José Lucas, son chef de file, devient le cinquième président de la Junte en huit ans.
Principale force de l'opposition, le Parti socialiste de Castille-et-León-PSOE (PSCyL-PSOE) engrange 37,1 % des suffrages exprimés, ce qui lui donne un total de 35 parlementaires régionaux. Le Centre démocratique et social (CDS), faiseur de roi après 1987 et puissante troisième force politique, entame son déclin avec un score en chute libre. Il termine à 8,3 %, contre 19,7 % quatre ans auparavant, et se contente de 5 sièges. La Gauche unie (IU), qui obtient 1 député grâce à un résultat de 5,5 %, complète l'hémicycle.
Les élections municipales, qui confirment l'ordre d'arrivée, pointent certaines différences. Toujours premiers, les conservateurs réunissent 41,7 % des voix, tandis que les socialistes rassemblent 35,6 % des suffrages. Les centristes viennent en troisième, en totalisant 8,7 % ; la gauche radicale se place pour sa part derrière avec 4,7 %.
Aux élections législatives anticipées du 6 juin 1993, le Parti populaire (PP) confirme sa domination, étant toujours emmené par l'ancien président de la Junte José María Aznar. Il vire en tête avec 47,4 %, ce qui lui permet de faire élire 20 candidats sur 33 sièges à pourvoir au Congrès des députés. Les 13 autres mandats vont au Parti socialiste ouvrier espagnol (PSOE), qui se place à 36,7 % des exprimés. Les 7,7 % d'IU, désormais troisième, ne lui accordent aucun siège. Il en va de même pour le CDS, qui s'écroule à 4,1 %.

## Mode de scrutin
Les Cortes de Castille-et-León se composent de 84 députés (en espagnol : procuradores), élus pour un mandat de quatre ans au suffrage universel direct, suivant le scrutin proportionnel à la plus forte moyenne d'Hondt. Toutefois, le nombre de parlementaires n'est pas fixe : chaque province en a trois d'office, puis un supplémentaire pour 45 000 habitants ou fraction supérieure à 22 500.
Chaque province constitue une circonscription, à raison de 7 sièges pour Ávila, 11 sièges pour Burgos, 15 sièges pour León, 7 sièges pour Palencia, 11 sièges pour Salamanque, 6 sièges pour Ségovie, 5 sièges pour Soria, 14 sièges pour Valladolid et 8 sièges pour Zamora. Seules les forces politiques – partis, coalitions, indépendants – ayant remporté au moins 3 % des suffrages exprimés au niveau d'un territoire provincial participent à la répartition des sièges.

## Campagne

### Partis et chefs de file
| Parti | Parti                                                                                | Chef de file          | Idéologie                                                      | Score en 1991              |
| ----- | ------------------------------------------------------------------------------------ | --------------------- | -------------------------------------------------------------- | -------------------------- |
|       | Parti populaire de Castille-et-León Partido Popular de Castilla y León               | Juan José Lucas       | Centre droit Conservatisme, libéralisme, démocratie chrétienne | 44,3 % des voix 43 députés |
|       | Parti socialiste de Castille-et-León-PSOE Partido Socialista de Castilla y León-PSOE | Jesús Quijano         | Centre gauche Social-démocratie, progressisme                  | 37,1 % des voix 35 députés |
|       | Gauche unie Izquierda Unida                                                          | José Antonio Herreros | Gauche Écosocialisme, communisme, républicanisme               | 5,5 % des voix 1 député    |

## Résultats

### Voix et sièges
| Inscrits                                               | Inscrits                 | Inscrits                 | 2 119 498 |             |                      |                      |
| Abstentions                                            | Abstentions              | Abstentions              | 571 104   | 26,95 %     |                      |                      |
| Votants                                                | Votants                  | Votants                  | 1 548 394 | 73,05 %     |                      |                      |
|                                                        |                          |                          |           |             |                      |                      |
| Bulletins enregistrés                                  | Bulletins enregistrés    | Bulletins enregistrés    | 1 548 394 |             |                      |                      |
| Bulletins blancs ou nuls                               | Bulletins blancs ou nuls | Bulletins blancs ou nuls | 42 195    | 2,73 %      |                      |                      |
| Suffrages exprimés                                     | Suffrages exprimés       | Suffrages exprimés       | 1 506 199 | 97,27 %     | 84 sièges à pourvoir | 84 sièges à pourvoir |
|                                                        |                          |                          |           |             |                      |                      |
| Liste                                                  | Tête de liste            |                          | Suffrages | Pourcentage | Sièges acquis        | Var.                 |
| Parti populaire de Castille-et-León (PPCyL)            | Juan José Lucas          |                          | 805 553   | 53,48 %     | 50 / 84              | 7                    |
| Parti socialiste de Castille-et-León-PSOE (PSCyL-PSOE) | Jesús Quijano            |                          | 458 447   | 30,44 %     | 27 / 84              | 8                    |
| Gauche unie (IU)                                       | José Antonio Herreros    |                          | 147 777   | 9,81 %      | 5 / 84               | 4                    |
| Union du peuple léonais (UPL)                          | Concepción Farto         |                          | 39 425    | 2,62 %      | 2 / 84               | 2                    |
| Centre démocratique et social (CDS)                    | Aucun                    |                          | 0         | 0 %         | 0 / 84               | 5                    |
| Autres listes                                          | Néant                    |                          | 54 997    | 3,65 %      | 0 / 84               |                      |

### Analyse
Ces élections voient une belle amélioration de la mobilisation électorale, 150 000 inscrits de plus qu'en 1991 se rendant dans les bureaux de vote. En conséquence, la participation finale repasse la barre des 70 %, à l'instar des élections de 1987, alors que le seuil des 1 500 000 votants est franchi pour la première fois.
C'est le Parti populaire de Castille-et-León qui tire le plus grand bénéfice de cette hausse de la participation. La formation au pouvoir depuis 1987 voit en effet son soutien gonfler de 202 800 voix en quatre ans, ce qui constitue la meilleure hausse jamais enregistrée pour un parti dans la communauté autonome. Cette concentration de vote vers le PPCyL – première force à disposer d'une majorité absolue en voix – est aussi la conséquence logique de la totale disparition du Centre démocratique et social. Restant le deuxième parti du Parlement régional, le Parti socialiste de Castille-et-León-PSOE fait face à une sévère déconvenue puisque 46 300 électeurs se détournent de lui, le contraignant à abandonner 8 sièges aux Cortes. Son résultat de 30,44 %, associé à ses 27 élus, est tout simplement son pire score depuis 1983. Jamais encore il n'avait remporté moins de 30 députés. La Gauche unie est loin d'être victime du même désamour, puisque la formation de gauche radicale fait un bond de 73 600 et réalise un score presque double de celui de 1991, ce qui lui donne 5 députés, soit 4 de mieux qu'à la précédente élection. Les 2 derniers parlementaires vont à une force régionaliste provinciale, l'Union du peuple léonais (UPL), qui perce aux Cortes à sa deuxième tentative. Dans la province de León, la seule où il se présente, il totalise plus de 13 %.

### Conséquences
Juan José Lucas, premier chef du gouvernement régional à accomplir un mandat complet, est réinvesti pour un deuxième mandat – une première – le 4 juillet 1995, après deux jours de débats parlementaires.